# Phidippus workmani
Phidippus workmani är en spindelart som beskrevs av George William Peckham och Elizabeth Maria Gifford Peckham 1901. Phidippus workmani ingår i släktet Phidippus och familjen hoppspindlar. Inga underarter finns listade i Catalogue of Life.